# 河南浩辰公司特大農村詐騙案
河南浩辰公司特大農村詐騙案發生於2015年上半年中華人民共和國河南省一帶，由名為浩辰投資擔保公司的工商局註冊合法公司所進行的非法理財產品銷售，造成4000人以上農民受害事件。2015年9月中中國央視以專題報導披露。

## 概觀
河南浩宸投资担保有限公司，成立于2009年10月原為合法投資擔保業務註冊民辦企業，後續2011年底開始進行非法集資理財業務，公司的操作手法為在農村地區聘用退休的有信用有聲望人員擔任業務推銷員，例如村中合作社的退休幹部，當地較大企業的退休會計等，由這些人用人情推銷鼓吹農民投入資金到浩辰投資專案帳戶，年報酬率有14%-20%，不料2014年底公司投資失利資金斷裂，有40多名較活躍业务员在当地農村向4000多户农民吸储总额近2亿元，無法交代，至少2人自殺。2015年4月初，西平县警方開始嚴打立案调查，抽调20多名警力成立专案组抓捕公司相關人員，但資金已經在公司投資活動中用盡未能追回。
央視專題報導的觀點還一併報導近年來較小型的類似農村騙案，認為這是中國經濟轉型中的必然現象，背後原理等同三聚氰胺奶粉事件，因為早年農村窮困，小孩都是循古制喝米湯根本沒有什麼買奶粉的心思，理財產品更是絕跡因為月收入剛好只夠生活，根本無財可理，反而沒有諸多亂象。但是農民開始有了點小錢後想學城裡的流行高大上也用奶粉，卻又沒那麼有錢用優質奶粉，於是劣質奶粉出現商機。同理有了點小錢也想跟流行學城裡人理財，卻又沒有資訊管道和本身教育文化，導致劣質投資公司有詐騙的沃土，必須加強農村輿情治理的監控，防堵一些早年城市富裕化過程中曾經出現但逐漸被淘汰的亂象，在「初富」的農村地區捲土重來。